# Centruroides chamulaensis
Espèce
Synonymes
- Centruroides flavopictus chamulaensis Hoffmann 1932

Centruroides chamulaensis est une espèce de scorpions de la famille des Buthidae.

## Distribution
Cette espèce est endémique du Chiapas au Mexique. Elle se rencontre vers San Cristóbal de Las Casas entre 1 200 et 2 000 m d'altitude.

## Description
Les mâles décrits par Armas, Beutelspacher et Martin en 1995 mesurent 50,80 mm et 51,9 mm et les femelles 40,10 mm et 44,05 mm.

## Systématique et taxinomie
Cette espèce a été décrite sous le protonyme Centruroides flavopictus chamulaensis par Hoffmann en 1932. Elle est élevée au rang d'espèce par Armas, Beutelspacher et Martin en 1995.

## Étymologie
Son nom d'espèce, composé de chamula et du suffixe latin -ensis, « qui vit dans, qui habite », lui a été donné en référence au lieu de sa découverte, San Juan Chamula.

## Publication originale
- Hoffmann, 1932 : « Monografias para la Entomologia Medica de Mexico. Monografia num. 2. Los Scorpiones de Mexico. Segunda parte: Buthidae. » Anales del instituto de Biología de la Universidad Nacional de México, vol. 3, no 3, p. 243-361.